# Nolmyra
Nolmyra är en by i nordvästligaste delen av Björklinge socken, Uppsala kommun, invid länsväg C 645, cirka 16 km nordväst om Björklinge och 9 km öster om Harbo i Heby kommun.
Länsväg C 647 går från Nolmyra mot Månkarbo. Orten består numera av några bondgårdar, ett antal villor, bygdegård samt missionshus (tidigare kapell under Harbo missionsförsamling, men nu omgjort till privatbostad).
Historiskt tillhörde Nolmyraområdet Harbo socken. Den östliga granngården Åmyra verkar redan på medeltiden överförts till Björklinge, medan Hoksbo och Nolmyra först 1893 överfördes till Björklinge socken. Orten var tidigare känd för sina garverier.
Från Kättsbo, strax sydost om Nolmyra, går en gammal kyrkstig till Lagmansbo. Den är en del av den urgamla stigen mellan Persbo vid Tämnaren och Björklinge kyrka.

## Historik
Nolmyra tillkom förmodligen som by under tidig medeltid. Några gravfält finns inte kopplade till bebyggelsen, och namnet lutar mer mot en medeltida tillblivelse. I markgäldsförteckningen upptas 3 skattskyldiga In Myrum, som syftar på Nolmyra och den östliga grannbyn Åmyra. Den ingick tidigare som en del av Nolmyra.
1312 var brukarna här skattebönder, Nolmyra redan på 1300-talet frälse under Aspnäs gård i Östervåla socken. 1371 bytte Olof Magnusson i Åmyra till sig en gård i Gransätra, Harbo socken mot jord i Åmyra, Gråmyren och Näverbo. Troligen menas Nolmyra med det Åmyra som här nämns. Gården i Åmyra förblev skattejord, medan det var just Nolmyra som blev frälsejord under Aspnäs. Gråmuren och Näverbo är två torp under Nolmyra, som alltså fanns redan på 1300-talet.
1415 kommer två bönder för Norsunda häradsrätt och säljer sin skattejord. Bönderna sägs bo i Nolmyra, men jorden sägs ligga i Åmyra. Nolmyra-Åmyra används under den här tiden ganska flytande. 1540 kallas i jordeboken både skattegården i Åmyra och Frälsegården i Nolmyra för Åmyra. Vid mitten av 1600-talet delas Nolmyragården i två hälfter och blir till två frälsegårdar. Förutom torpen Gråmuren och Näverbo tillkom på 1600-talet torpet Kämpebo. Tidvis låg även soldattorpet för soldat 137 Myra vid Upplands regemente här (tidvis låg det i Håksbo).
I närheten av torpet Gråmuren finns även Gråmursgruvan. Troligen hämtades järnmalm här redan på medeltiden för Ransta hytta, under 1600-talet hämtades malmen till masugnen vid Viby bruk härifrån, men den skall ha dömts ut av en fogde vid mitten av 1600-talet som i stället valde att använda malm från Dannemora. 1734-1793 hämtades även malm till Överbo masugn härifrån.
Tämnarsänkningen på 1870-talet gjorde mycket av Nolmyras tidigare sanka strandängar till bördig jordbruksmark och gav en skjuts framåt för trakten. Handelsbod, det tidigare omnämnda missionshuset, och garveri tillkom.